# Harvill Secker
Harvill Secker este o editură britanică formată în anul 2005 prin fuziunea companiilor Secker & Warburg și Harvill Press.

## Istoric

### Secker & Warburg
Secker & Warburg a fost formată în anul 1935 prin preluarea editurii deținute de Martin Secker, care era în stare de faliment, de către Fredric Warburg și Roger Senhouse. Firma a devenit renumită pentru poziția sa politică, fiind atât antifascistă, cât și anticomunistă, o poziție care a adus-o în conflict cu mulți intelectuali ai vremii.
Atunci când George Orwell a intrat în conflict cu simpatizantul Partidului Comunist Victor Gollancz cu privire la editarea cărții The Road to Wigan Pier (1937), el a dus următoarea sa carte Homage to Catalonia la editura Secker & Warburg, care a publicat-o în 1938. Ei au publicat, de asemenea, după 18 luni de refuzuri și eșecuri, Ferma animalelor (1945) și cărțile ulterioare ale lui Orwell. Orwell și Warburg au devenit mai târziu prieteni intimi.
Secker & Warburg a publicat și alte cărți ale unor personalități ale stângii antistaliniste cum ar fi C. L. R. James, Rudolf Rocker și Boris Souvarine, precum și lucrările lui Lewis Mumford.
În februarie 1941 compania a lansat o colecție de „broșuri lungi” sau „cărți scurte” numită Searchlight Books, redactată de George Orwell și T. R. Fyvel. Colecția a fost inițial planificată să conțină 17 cărți, dar a fost întreruptă după publicarea a doar 10 cărți, ca urmare a distrugerii stocurilor de hârtie în timpul bombardamentelor.
Poziția financiară a editurii s-a înrăutățit din cauza penuriei de hârtie din timpul și după război, iar Secker & Warburg au fost forțați să se alăture în 1951 grupului editorial Heinemann. În cursul anilor 1950 și 1960 Secker & Warburg a publicat cărțile unor autori celebri ca Simone de Beauvoir, Colette, J. M. Coetzee, Alberto Moravia, Günter Grass, Angus Wilson, Melvyn Bragg și Julian Gloag, precum și a budistului britanic Lobsang Rampa.
Heinemann a fost achiziționată de către Octopus Publishing Group în 1985; Octopus a fost achiziționat, la rândul lui, de Reed International (acum Reed Elsevier) în 1987. Random House a cumpărat divizia editorială pentru adulți a editurii Reed Books în 1997.
Tom Rosenthal (1935-2014), președinte al Institutului de Arte Contemporane, a fost director al Secker & Warburg din 1971 până în 1984.

### Harvill Press
Harvill Press a fost înființată în 1946 de către Manya Harari și Marjorie Villiers. Marca a fost ulterior achiziționată de compania William Collins and Sons din Glasgow, care a fuzionat în 1989 cu editura americană Harper & Row, pentru a forma HarperCollins.
În 1996 Harvill Press a devenit independentă în urma achiziționării pachetului de control de către managerii ei. Firma a fost cumpărată de Random House în 2002 și a fuzionat cu Secker & Warburg în 2005 pentru a deveni Harvill Secker.